# Seznam osobností pohřbených na Národním hřbitově v Martině
Toto je seznam osobností, které jsou pohřbeny na Národním hřbitově v Martině.
- Juraj Antal – lékař-fyziolog
- Július Barč-Ivan – spisovatel
- Martin Benka – malíř
- Ján Bodenek – spisovatel
- Emanuel Teodor Böhm – podporovatel slovenské literatury v USA
- Mária Böhmová-Dziaková – Podporovatelka slovenské literatury v USA
- Ján Bulík – předseda MS v Jugoslávii
- Blažej Bulla – architekt a folklorista
- Juraj J. Cincík – sakrální malíř
- Jozef Cíger-Hronský – spisovatel
- Samuel Czambel – jazykovědec
- Ferdinand Čatloš – generál, ministr
- Štefan Marko Daxner – národní buditel
- Matúš Dula – politik
- Mikuláš Štefan Ferienčík – novinář a spisovatel
- Ján Francisci-Rimavský – národní buditel
- Mikuláš Galanda – malíř
- Michal Gašparík – kronikář
- Želmíra Gašparíková – překladatelka
- Koloman Kolomi Geraldini – básník
- Janka Guzová -Becková – zpěvačka, sběratelka lidových písní
- Andrej Halaša – národní a kulturní pracovník
- Maša Haľamová – básnířka
- František Hečko – spisovatel
- Mária Jančová-Hečková – spisovatelka
- Naďa Hejná – herečka
- Milan Hodža – politik, předseda vlády ČSR, úřadující prezident ČSR
- Ferdinand Hoffmann – divadelník
- Emil Jozef Horváth – herec
- Ján Hrušovský – spisovatel a novinář
- Svetozár Hurban-Vajanský – spisovatel
- Anna Hurbanová-Jurkovičová – první slovenská herečka
- Alexander Ilečka – sochař
- Janko Jesenský – spisovatel
- Ferdiš Juriga – národní buditel
- Ján Kadavý – osvětový pracovník, vydavatel a hudební skladatel
- František Kalina – redaktor a překladatel
- František Kalina ml. – Výtvarník
- Ján Kalinčiak – spisovatel
- Andrej Kmeť – sběratel, organizátor vědeckého života
- Jozef Kohút – organizátor hasičského hnutí
- Janko Kráľ – básník

- Štefan Krčméry – básník
- Martin Kukučín – spisovatel
- Karol Kuzmány – spisovatel
- Andrej Lettrich – režisér a scenárista
- Jozef Lettrich – politik
- Elena Maróthy-Šoltésová – spisovatelka
- Ján Meličko – hudební skladatel
- Hana Meličková – herečka
- Danko Michaelli – herec
- Milan Thomka Mitrovský – malíř a spisovatel
- Pavol Mudroň – představitel slovenského národního hnutí
- Štefan Nemčok – malíř
- Karol Novák – sbormistr
- Jozef Pajtaš – oční chirurg
- Viliam Pauliny-Tóth – spisovatel, novinář, politik
- P. Peressenyi – architekt
- Ján Petrikovich – lékař
- Samuel Petrikovich – architekt
- Ambro Pietor – novinář, národní pracovník
- Karol Plicka – fotograf
- Belo Polla – historik
- Daniel Rapant – historik
- Vladimír Roy – básník
- Viliam Ruttkay-Nedecký – malíř
- Miloslav Schmidt – organizátor hasičského hnutí
- Ján Smrek – básník
- Blanka Smreková – básnířka
- Pavol Socháň – fotograf, etnograf, spisovatel, první hlasatel Radiožurnálu
- Ivan Stodola – spisovatel
- Ján Šikura – historik
- Jozef Škultéty – správce Matice slovenské
- Miloš Štefanovič – politik
- Samuel Dobroslav Štefanovič – slovenský národní buditel, publicista a redaktor
- Fraňo Štefunko – sochař
- Ivan Štubňa – malíř
- Dušan Šulc – knižní grafik
- Izabela Textorisová – botanička
- Ľudmila Turzová – autorka Atlasu léčivých rostlin
- Eduard Vladimír Tvarožek – překladatel, esperantista
- Bohumil Vančo – psycholog, filmový pracovník
- Marián Váross – umělecký historik
- Jaroslav Vlček – literární historik
- Gorazd Zvonický – překladatel